# Eric Menchon

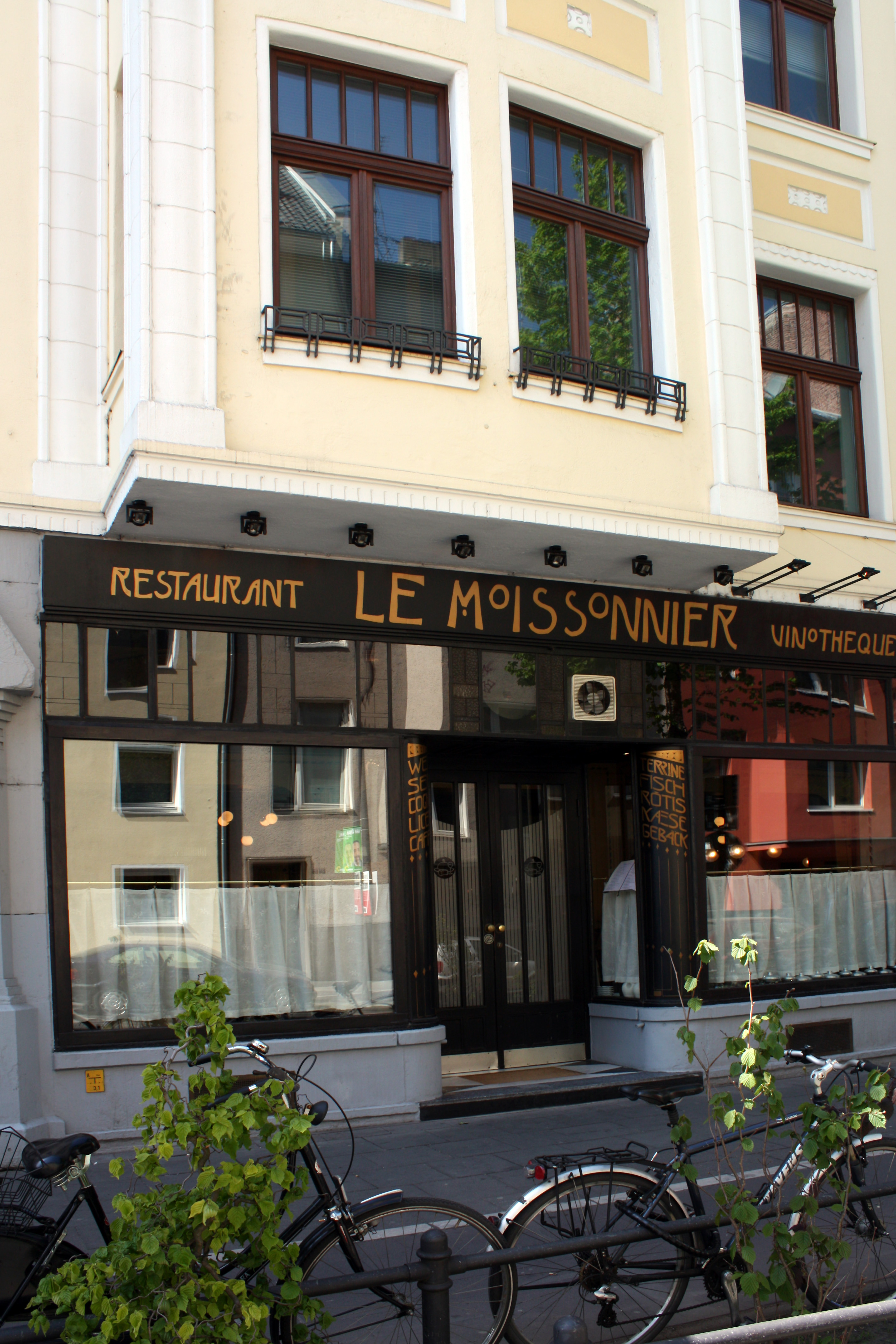
Le Moissonnier (2010)

Eric Menchon (* 1965 in Aix en Provence) ist ein französischer Koch. Er ist Küchenchef im Restaurant Le Moissonnier in Köln.

## Leben und Wirken
Menchon, dessen französische Eltern in Marokko lebten, wuchs im südfranzösischen Pertuis auf. Nach dem Besuch der Hotelfachschule Lycée Hôtelier de Nice in Nizza arbeitete er im Restaurant Le Mazarin in Aix-en-Provence und im Restaurant des Quatre Saisons in Marseille. Mit 23 Jahren zog er nach Köln und begann im Restaurant Le Moissonnier bei Patron Vincent Moissonnier (* 1960) in Köln-Neustadt-Nord zu kochen, der seine Lehrjahre bei Henry Levy verbrachte.
Ab 2008 wurde die Küche des Le Moissonnier unter Menchons Leitung mit zwei  Michelin-Sternen ausgezeichnet, der Gault-Millau 2010 bewertete sie mit 18/20 Punkten. Das Restaurant war für seine Haute Cuisine klassischer französischer Küche bekannt.
Im Frühjahr 2023 gaben Vincent Moissonnier und Eric Menchon eine Konzeptänderung bekannt, seit September ist das Le Moissonnier Bistrot eine Tagesgaststätte. Im März 2024 wurde das Bistrot mit einem Michelinstern ausgezeichnet.
Menchon ist verheiratet, hat zwei Kinder und lebt in Köln.

## Auszeichnungen
- 2012: Restaurant des Jahres von Der Feinschmecker
- 2019: Koch des Jahres von Der Feinschmecker[7]
- 2025: Koch des Jahres von Falstaff[8]

## Schriften
- Eric Menchon: Eric Menchon. (= Bibliothek der Köche Band 9) Süddeutsche Zeitung, München 2008, ISBN 978-3-86615-559-6.
- Eric Menchon, Vincent Moissonnier, Werner Köhler: Le Moissonnier. Sterneküche für Zuhause. Kiepenheuer & Witsch, Köln 2001, ISBN 3-462-03513-4.